# Hyperemesis
Hyperemesis is het veelvuldig braken (emesis is braken) wat leidt tot uitdroging, verstoring in elektrolyten, leverfunctiestoornissen, gewichtsverlies en verminderde urineproductie. Hyperemesis kan ook in het begin van de zwangerschap voorkomen (hyperemesis gravidarum).